# Сибірський пситакозавр
Сибірський пситакозавр (Psittacosaurus sibiricus) — вид викопного роду цератопсів Psittacosaurus, які жили в середині крейдового періоду, близько 125—110 мільйонів років тому, від аптського до альбського періоду, на території сучасної Азії.

## Історія відкриття

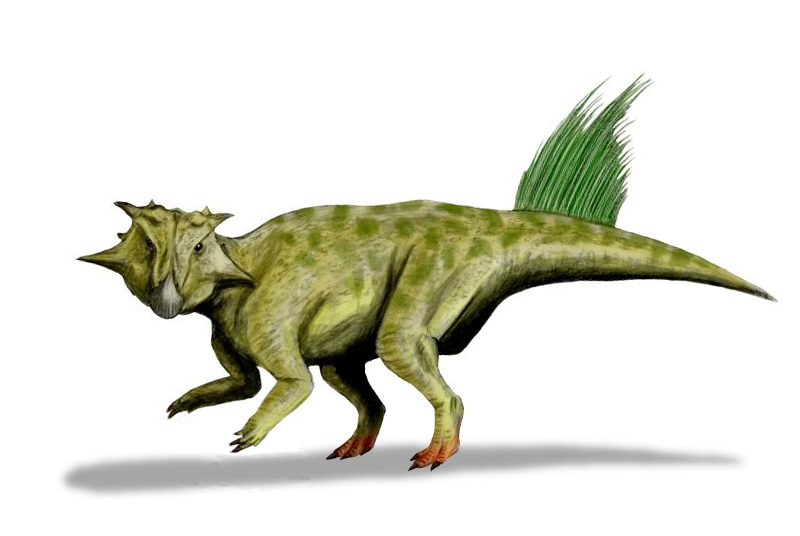
Сибірський пситакозавр, що демонструє хвостові щетини

На початку 1950-х років радянські палеонтологи почали розкопки решток пситакозавра в місцевості поблизу села Шестаково в Кемеровській області Сибіру. У 1990-х роках було досліджено ще два сусідні поселення, в одному з яких було знайдено кілька повних скелетів. Цей вид був названий Psittacosaurus sibiricus у 2000 році в статті, написаній п'ятьма російськими палеонтологами, але офіційно авторство назви належить двом з них — Олексію Воронкевичу та Олександру Авер'янову. Рештки не були повністю описані до 2006 року. Два майже повних зчленованих скелети та різноманітний розчленований матеріал від інших особин різного віку відомі з Ілекської формації Сибіру, яка датується аптським та альбським етапами нижньої крейди.

## Опис
P. sibiricus — найбільший з відомих видів пситакозаврів. Довжина черепа типового зразка становить 20,7 см, а довжина стегнової кістки — 22,3 см. Його також відрізняє оборка на шиї, довша, ніж у будь-якого іншого виду цього роду, на 15-18 % від довжини черепа. 